# Adrien Rivard

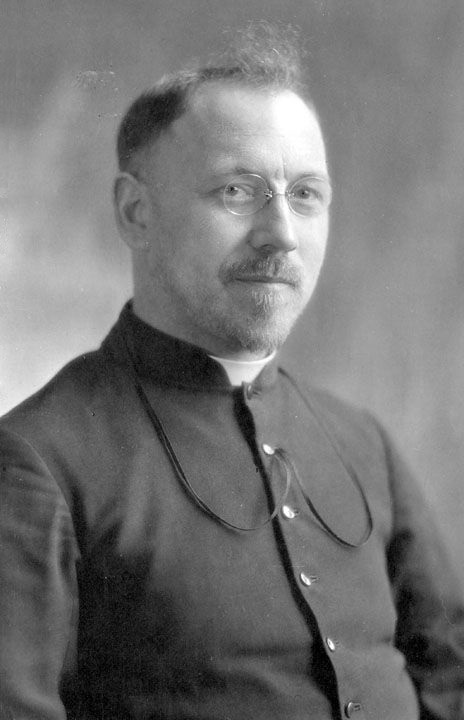
Adrien Rivard, 1933

Adrien Rivard fue botanista, naturalista, ornitólogo y profesor. Era de origen canadiense. 

## Biografía
El fraile Adrien Rivard nació en Sainte-Geneviève de Pierrefonds el 29 de agosto de 1890. A los doce años integró una escuela dirigida por el orden de Santa Cruz en el barrio Cote-des-neiges, en la ciudad de Montreal. Cuatro años más tarde, entró al noviciado de Sainte-Geneviève. Al volverse clérigo, adoptó el nombre de “hermano Adrien”. En 1923 empezó a enseñar en la escuela Beaudette en el barrio de Ville Saint-Laurent. Ahí, fundó un club de ciencias naturales Audubon. Luego, adaptó la fórmula del club Audubon a las necesidades de sus alumnos. Elaboró, pues, su propio programa de iniciación a las ciencias naturales para jóvenes y con la ayuda del hermano Marie-Victorin fundó, en 1931, los Círculos de Jóvenes Naturalistas (Cercles des Jeunes Naturalistes). Este mismo año dejó la escuela Beaudette y se volvió director del recién creado CJN. Durante muchos años viajó a través de la provincia de Quebec para hacer la promoción de su organización y para dar lecciones y conferencias concernientes a las ciencias naturales en las escuelas primarias. Además de interesarse en las ciencias naturales, el hermano Adrien se dedicó a la fotografía, a la arquitectura paisajista y a la ornitología. A principios de los años 1960, dejó su puesto de director del CJN por razones de salud. Se murió a los 79 años.